# Hermann van Pels
Hermann van Pels (Osnabrück, Alemania; 31 de marzo de 1898-Auschwitz, Polonia; septiembre u octubre de 1944) fue un inmigrante alemán en los Países Bajos, esposo de Auguste van Pels y el padre de Peter van Pels. Compartió en un refugio secreto durante dos años con Ana Frank. En el Diario de Ana Frank aparece bajo el seudónimo de Hermann van Daan. 

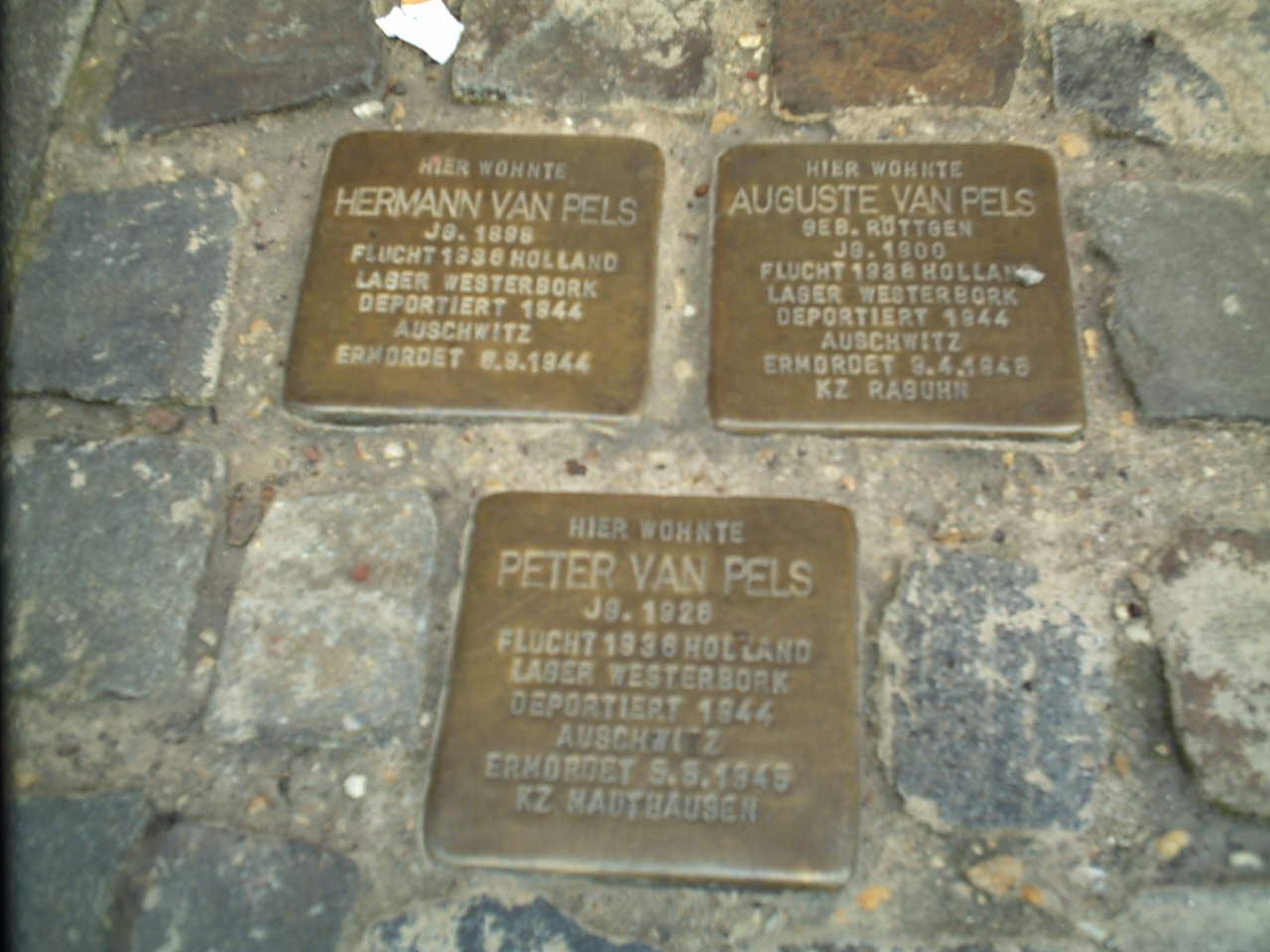
Placa conmemorativa de Hermann van Pels, en Osnabrück

Hermann van Pels era socio de Otto Frank en la empresa Opekta en Ámsterdam, debido a su especialidad como reconocedor de especias. Era inmigrante alemán en los Países Bajos, pues habían salido de Alemania huyendo de la persecución de los nazis, por su condición de judíos. Llegaron al refugio el 13 de julio de 1942 y permanecieron ahí hasta el 4 de agosto de 1944 cuando fueron allanados y detenidos por efectivos de la Gestapo. 
Todo el grupo de judíos incluyendo a Anne Frank fueron trasladados al campo de tránsito de Westerbork. El 3 de septiembre de 1944 fueron deportados al campo de Auschwitz, en Polonia donde llegaron tres días después. Hermann van Pels fue el único de los ocho escondidos que fue enviado a la cámara de gas de Auschwitz. 
Según testigos presenciales, esto no ocurrió el mismo día de su llegada allí. Sol de Liema, prisionero de Auschwitz que conoció tanto a Otto Frank como a van Pels, dijo que después de dos o tres días en el campo, Hermann van Pels se dio mentalmente por vencido, el principio del fin de cualquier prisionero en un campo de concentración. En octubre o noviembre, tras una selección, fue enviado a la cámara de gas. Esto ocurrió unas semanas después de su llegada a Auschwitz y poco antes de que las cámaras de gas dejaran de funcionar. Su hijo, Peter, y Otto Frank presenciaron esta selección.
Sin embargo, según datos de la Cruz Roja neerlandesa, Hermann van Pels fue enviado a las cámaras de gas el 6 de septiembre de 1944, día de su llegada a Auschwitz.
- Datos: Q559674